# Китайгородский, Игорь Юрьевич
Игорь Юрьевич Китайгородский (род. 2 марта 1967 года, г. Волгоград, СССР) — советский, российский и украинский рок-музыкант, гитарист, участник групп «Ритм», «Экипаж», «Кинематограф», театр С. Сарычева, «Доктор Фауст»и других. Играет в стилях поп-рок, рок-баллада, Нью Эйдж, Брит-поп. Основной инструмент - гитара.

## Ранние годы
Игорь Китайгородский родился 2 марта 1967 года в Волгограде, СССР. Получил образование в ВХТТ и ВПИ г. Волгограда. Свои первые шаги в карьере музыканта делал в ВИА Химико-технологического техникума г. Волгограда 1982-1986 гг.
В период 1982-1992 гг. играл в рок-группах «Ритм», «Экипаж», «Кинематограф», театр С. Сарычева.

## 1989 - 2001
В 1989 году переезжает в Киев, Украина. На протяжении 1990-1992 гг. является участником рок-группы «Доктор Фауст».
В 1995 году Игорь Китайгородский начинает плодотворную работу с известной украинской певицей Ани Лорак и занимает должность её директора вплоть до 2000 года. Артисты продолжают сотрудничать и по сегодняшний день.
Игорь Китайгородский был одним из издателей и по совместительству директором известного фото-журнала «Студия» в период 1999-2001 гг.
В 2000 году основал дизайн-студию и продюсерский центр «KITAYGOROD» и  в настоящее время является его директором.

## 2001 - настоящее время
Начиная с 2001 года Игорь Китайгородский вел активную продюсерскую деятельность. Он продюсировал различные музыкальные шоу и проекты, среди которых: «Дни городов», фестивали «Барвы». Был организатором и соорганизатором сольных концертов Ани Лорак, Sting, Таисии Повалий, Би-2, Schiller, А. Малахова, Алены Винницкой, В. Павлика, А. Глызина, С. Пенкина и др.
Писал музыку, песни и аранжировки для таких известных исполнителей и коллективов, как: Татьяна Белинская, Тайна, Анна Бабкова, Дана-Мария, ToryJoy, Ани Лорак, Тина Кароль, Юлия Войс, Олег Романов, Cirque du Soleil и ArtWays(HongKong).
Организовал свой музыкальный проект «Drugoi Gorod», в котором является музыкантом и исполнителем собственных песен. В августе 2016 года вышел первый альбом группы "КТО Я".
В начале сентября в Киеве состоялась презентация альбома и концертной программы группы «Drugoi Gorod».